# Pianeti (Umberto Balsamo)
Pianeti è un album del cantautore italiano Umberto Balsamo, pubblicato nel 1980.

## Tracce
1. Pianeti
2. I giornaletti di Nembo Kid
3. Celestina
4. Un po' selvatica
5. Il giorno
6. Illusione
7. Una foglia
8. Un giardino in Piazza Duomo